# Mesomys leniceps
Mesomys leniceps — вид гризунів родини щетинцевих, відомий тільки за проживанням в одній місцевості в окрузі Ямбрасбамба, ісп. Yambrasbamba, провінції Бонгара, регіону Амазонас (1980 м над рівнем моря), в передгір'ях Анд в північній частині Перу. Мешкає в гірських тропічних хмарних лісах.

## Загрози та охорона
Вид знайдений в сильно знелісненому районі Перу і тому, ймовірно, потребує захисту.